# Lozitsa (distrikt i Bulgarien)
Lozitsa (bulgariska: Лозица) är ett distrikt i Bulgarien.   Det ligger i kommunen Obsjtina Nikopol och regionen Pleven, i den centrala delen av landet, 170 km nordost om huvudstaden Sofia.
Trakten runt Lozitsa består till största delen av jordbruksmark. Runt Lozitsa är det ganska glesbefolkat, med 34 invånare per kvadratkilometer.